# N944 (België)
De N944 is een gewestweg in de Belgische provincie Namen. Deze weg vormt de verbinding tussen N937 en N946 via de Route des Sources in Spontin.
De totale lengte van de N944 bedraagt ongeveer 3 kilometer.

## Plaatsen langs de N944
- Spontin